# Record de Tunisie du lancer du poids
Le record de Tunisie du lancer du poids est actuellement détenu par Mohamed Meddeb chez les hommes, avec 18,51 m, et par Amel Benkhaled chez les femmes, avec 16,72 m.

## Hommes
| Athlète        | Performance | Club                               | Lieu  | Date           |
| Mohamed Meddeb | 18,51 m     | Club sportif de la Garde nationale | Radès | 8 juillet 2006 |

## Femmes
| Athlète         | Performance | Club                    | Lieu               | Date         |
| Amel Ben Khaled | 16,72 m     | Athletic Club de Nabeul | Jablonec nad Nisou | 11 juin 2002 |